# Willy Fick

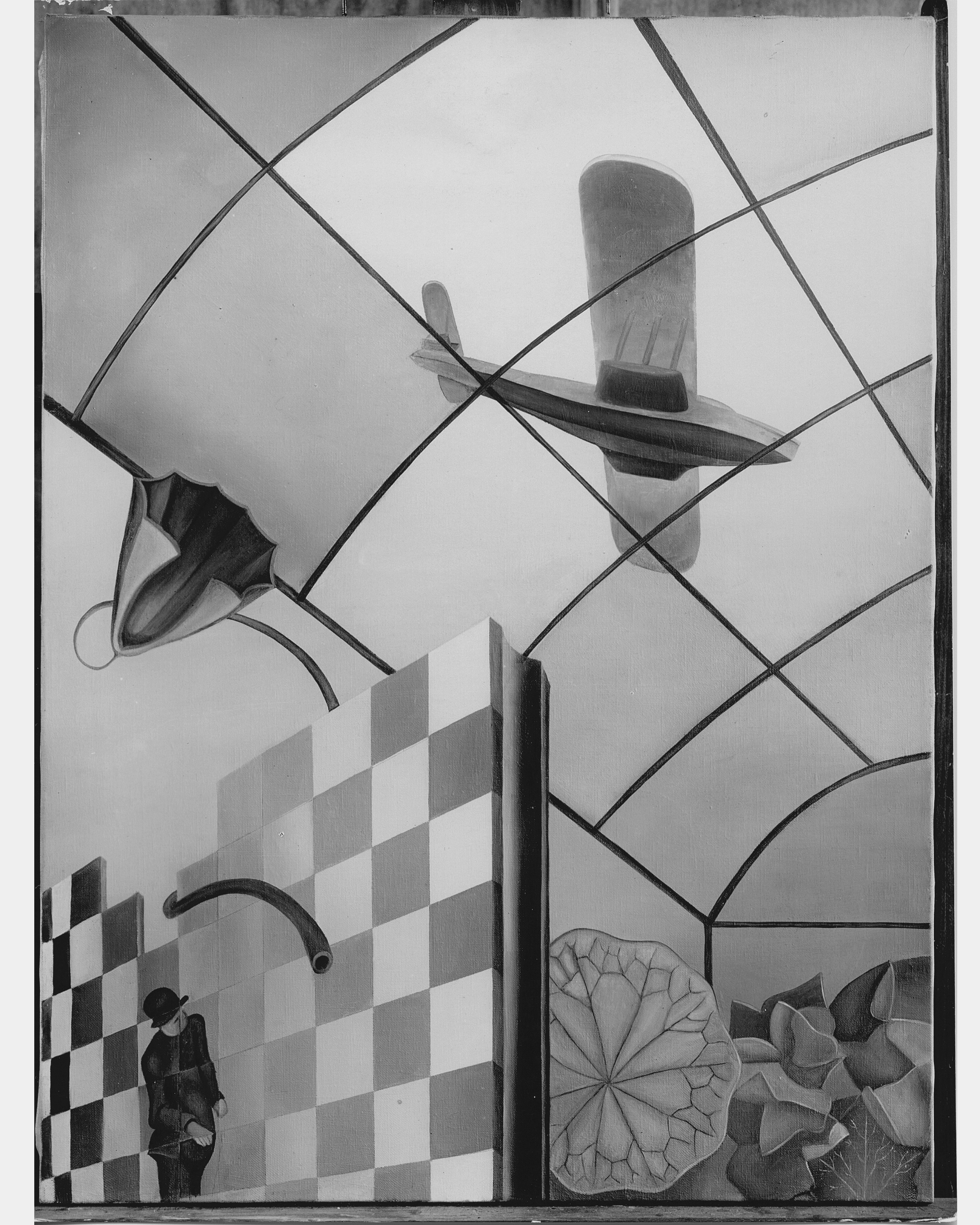
Glasdach, 1929 (Schwarz-Weiß-Foto des Rheinischen Bildarchivs Köln)

Wilhelm Peter Hubert Fick, Pseudonym Willy Fink (* 7. Februar 1893 in Köln; † 5. Oktober 1967 in Brooklin, Whitby, Kanada), war ein deutscher Maler und Grafiker des Dadaismus.

## Leben
Willy Fick war Sohn des Möbelschreiners Richard A. M. Fick und seiner Frau Anna Maria (geb. Kraft). Mit seinen Eltern und den Geschwistern Maria, Richard und Angelika (der späteren Malerin Angelika Hoerle) wohnte er am Krefelder Wall in Köln. Er nahm mit seinen Geschwistern an den regelmäßigen Kammermusikabenden und Gesprächskreisen der Familie teil und kam dadurch bereits früh mit der Kultur- und Kunstszene ihrer Heimatstadt in Berührung.
1919 war Hans Arp aus Zürich, wo er mit Hugo Ball und Richard Huelsenbeck die dadaistische Bewegung gegründet hatte, nach Köln gekommen. Arp nahm Kontakt zu Max Ernst und Johannes Theodor Baargeld auf und rief mit ihnen die Kölner Dada-Gruppe „Stupid“ ins Leben. Dieser schlossen sich auch Willy Fick, seine Schwester Angelika, ihr Mann Heinrich Hoerle, Anton und Martha Räderscheidt und Franz Wilhelm Seiwert an. Er und seine Freunde betrachteten die Gruppe als sozialrevolutionäres Projekt.
Ab 1931 malte er magisch-surreale Szenen und nannte sich Willy Fink, bevor er städtischer Beamter wurde. In der Zeit des Nationalsozialismus versteckte Fick das zahlenmäßig schmale Werk von 35 erhaltenen Arbeiten seiner Schwester Angelika, das erst 1967 von der Kuratorin und Großnichte des Künstlers Angie Littlefield im Gartenhaus Willy Ficks in Köln-Vogelsang gefunden wurde.
Fick starb 1967 bei Verwandten in Kanada. Seine Arbeiten der 1930er Jahre sind zum großen Teil nur durch Fotografien überliefert.

## Ausstellungen
- 1986: Willy Fick: ein Kölner Maler der zwanziger Jahre wiederentdeckt, Kölnischer Kunstverein, Köln